# Milton Cruz
Milton Cruz (né le 1er août 1957 à Cubatão) est un footballeur brésilien. Il participe aux Jeux olympiques d'été de 1984, remportant la médaille d'argent avec le Brésil.

## Biographie

### En club
Milton Cruz évolue dans plusieurs pays, notamment au Brésil, aux États-Unis, et au Mexique.
Il joue un match en Copa Libertadores avec l'équipe du São Paulo FC.

### En équipe nationale
Il participe aux Jeux olympiques d'été de 1984 organisés à Los Angeles. Lors du tournoi olympique, il joue trois matchs : contre l'Arabie saoudite, l'Italie, et la France.

### Carrière d'entraîneur
Il entraîne à plusieurs reprises le São Paulo FC. Il dirige également les équipes de Náutico et Figueirense.

## Palmarès

### équipe du Brésil
- Jeux olympiques de 1984 :
  -  Médaille d'argent.

### SC Internacional
- Championnat Gaúcho :
  - Vainqueur : 1984.

## Parcours d'entraineur
- fév. 2017-avr. 2017 :  Clube Náutico Capibaribe
- depuis sep. 2017 :  Figueirense FC